# Villanuova sul Clisi
Villanuova sul Clisi (lombardul: Elanöa) település Olaszországban, Lombardia régióban, Brescia megyében. Lakosainak száma 5816 fő (2023. január 1.). Villanuova sul Clisi Gavardo, Roè Volciano, Sabbio Chiese és Vobarno községekkel határos.

## Népesség
A település lakossága az elmúlt években az alábbi módon változott:
| Lakosok száma | 5779 | 5827 | 5816 |
|               | 2017 | 2018 | 2023 |